# Josip Brekalo
Josip Brekalo (Zagabria, 23 giugno 1998) è un calciatore croato, attaccante del Real Oviedo.

## Biografia
Suo fratello Filip (classe 2003) è anch'egli un calciatore, mentre suo padre, dopo aver tentato di diventare giocatore professionista, dovette abbandonare i suoi obiettivi a causa dei disordini in Jugoslavia negli anni '90, poiché venne ferito durante il conflitto.
In passato ha praticato atletica leggera.

## Caratteristiche tecniche
Brekalo è un'ala sinistra, ma può giocare anche sulla fascia opposta. Molto dinamico, è veloce, forte fisicamente, bravo nella conduzione della palla in corsa e soprattutto abile nel superare in dribbling, con una certa frequenza, il suo dirimpettaio. Nel 2019 viene indicato dall'UEFA come uno dei 50 giovani più promettenti per la stagione 2019-2020.

## Carriera

### Club

#### Gli inizi, Dinamo Zagabria
Dopo aver trascorso nove anni nelle giovanili della Dinamo Zagabria, il 19 dicembre 2015 esordisce in prima squadra, nella partita vinta 1-0 contro l'Inter Zaprešić, subentrando al 46' a Paulo Machado a 17 anni. In stagione in campionato gioca 8 partite senza segnare.

#### Wolfsburg e prestiti a Stoccarda e Torino
Il 15 maggio 2016 viene ufficializzato il suo passaggio al Wolfsburg per 7 milioni di euro; firma un contratto della validità di cinque anni.
Non avendo trovato spazio nel Wolfsburg, nel gennaio 2017 viene ceduto in prestito allo Stoccarda; con i biancorossi trova maggiore spazio conquistando anche la promozione in Bundesliga (segnando anche un goal nella vittoria per 1-2 contro l'Heidenheim, il primo in un campionato professionistico per lui) e il prestito viene rinnovato.
Trova spazio anche in massima serie, segnando la sua prima rete in Bundesliga il 17 novembre 2017 nel successo per 2-1 contro il Borussia Dortmund.
A seguito delle buone prestazioni offerte con lo Stoccarda, il 1º gennaio 2018 fa ritorno al Wolfsburg.
Il 31 agosto 2021, l'ultimo giorno di calciomercato, viene ceduto in prestito al Torino FC per 1 milione di euro, con diritto di riscatto fissato a 11 milioni di euro. Esordisce con i granata il 17 settembre seguente in occasione del successo per 0-1 contro il Sassuolo. Dieci giorni dopo mette a segno la sua prima rete in Serie A, nonché la sua prima in assoluto in maglia granata, nel corso del match giocato in casa del Venezia e finito 1-1.
Nel giugno 2022 torna al Wolfsburg per fine prestito, dove disputa solo 6 partite a causa di divergenze con la società per il mancato rinnovo del contratto in scadenza nel 2023.

#### Fiorentina e Hajduk Spalato
Il 28 gennaio 2023, viene ufficializzato l'acquisto a titolo definitivo di Brekalo da parte della Fiorentina. Esordisce con i viola il 5 febbraio nella sconfitta interna contro il Bologna, subentrando a Riccardo Saponara. Il primo gol arriva nella sua seconda stagione con i toscani, l'8 ottobre 2023, aprendo le marcature nel successo per 3-1 in casa del Napoli.
Il 29 gennaio 2024, viene ceduto in prestito secco fino al termine della stagione all'Hajduk Spalato. Debutta con i Bili il 3 febbraio, in occasione della trasferta di campionato terminata 1-1 contro l'Osijek. Otto giorni dopo, in occasione della gara casalinga vinta contro il Slaven Belupo (4-0), trova la sua prima rete con la casacca del club spalatino nonché la prima nel campionato croato.

#### Prestito in Turchia
Il 7 settembre 2024, viene ceduto in prestito per una stagione al Kasımpaşa, nella Süper Lig, con diritto di riscatto fissato a tre milioni di euro.

### Nazionale
Brekalo ha giocato per tutte le nazionali giovanili croate, vestendo la maglia dell'U-14, U-15, U-16, U-17, U-18, U-19 e U-21.
Ha debuttato con la nazionale maggiore il 15 novembre 2018 in occasione della (prestigiosa) sfida di Nations League vinta per 3-2 contro la Spagna rilevando Ante Rebić negli ultimi minuti.
L'8 settembre 2020 realizza il suo primo gol con la massima selezione croata nella sconfitta per 4-2 contro la Francia in Nations League.
Convocato per Euro 2020, gioca 3 delle 4 gare disputate dalla Croazia che è stata eliminata agli ottavi dalla Spagna perdendo 5-3 al termine dei supplementari.

## Statistiche

### Presenze e reti nei club
Statistiche aggiornate al 25 maggio 2024.
| Stagione          | Squadra           | Campionato        | Campionato | Campionato | Coppe nazionali | Coppe nazionali | Coppe nazionali | Coppe continentali | Coppe continentali | Coppe continentali | Altre coppe | Altre coppe | Altre coppe | Totale | Totale |
| Stagione          | Squadra           | Comp              | Pres       | Reti       | Comp            | Pres            | Reti            | Comp               | Pres               | Reti               | Comp        | Pres        | Reti        | Pres   | Reti   |
| ----------------- | ----------------- | ----------------- | ---------- | ---------- | --------------- | --------------- | --------------- | ------------------ | ------------------ | ------------------ | ----------- | ----------- | ----------- | ------ | ------ |
| 2015-2016         | Dinamo Zagabria   | 1.HNL             | 8          | 0          | CC              | 3               | 1               | -                  | -                  | -                  | -           | -           | -           | 11     | 1      |
| 2016-gen. 2017    | Wolfsburg         | BL                | 4          | 0          | -               | -               | -               | -                  | -                  | -                  | -           | -           | -           | 4      | 0      |
| gen. 2017-2018    | Stoccarda         | ZL                | 11         | 1          | -               | -               | -               | -                  | -                  | -                  | -           | -           | -           | 11     | 1      |
| 2017-gen. 2018    | Stoccarda         | BL                | 14         | 1          | CG              | 3               | 1               | -                  | -                  | -                  | -           | -           | -           | 17     | 2      |
| Totale Stoccarda  | Totale Stoccarda  | Totale Stoccarda  | 25         | 2          |                 | 3               | 1               |                    | -                  | -                  |             | -           | -           | 28     | 3      |
| gen.-giu. 2018    | Wolfsburg         | BL                | 13+2       | 3+1        | -               | -               | -               | -                  | -                  | -                  | -           | -           | -           | 15     | 4      |
| 2018-2019         | Wolfsburg         | BL                | 25         | 3          | CG              | 2               | 0               | -                  | -                  | -                  | -           | -           | -           | 27     | 3      |
| 2019-2020         | Wolfsburg         | BL                | 30         | 3          | CG              | 2               | 1               | UEL                | 9                  | 3                  | -           | -           | -           | 41     | 7      |
| 2020-2021         | Wolfsburg         | BL                | 29         | 7          | CG              | 2               | 0               | UEL                | 2                  | 0                  | -           | -           | -           | 33     | 7      |
| ago. 2021         | Wolfsburg         | BL                | 1          | 0          | CG              | 1               | 1               | UCL                | -                  | -                  | -           | -           | -           | 2      | 1      |
| 2021-2022         | Torino            | A                 | 32         | 7          | CI              | 1               | 0               | -                  | -                  | -                  | -           | -           | -           | 33     | 7      |
| 2022-gen. 2023    | Wolfsburg         | BL                | 6          | 0          | CG              | 1               | 0               |                    | -                  | -                  | -           | -           | -           | 7      | 0      |
| Totale Wolfsburg  | Totale Wolfsburg  | Totale Wolfsburg  | 108+2      | 16+1       |                 | 8               | 2               |                    | 11                 | 3                  |             | -           | -           | 129    | 22     |
| gen.-giu. 2023    | Fiorentina        | A                 | 6          | 0          | CI              | 1               | 0               | UECL               | 4                  | 0                  | -           | -           | -           | 11     | 0      |
| 2023-gen. 2024    | Fiorentina        | A                 | 11         | 1          | CI              | 1               | 0               | UECL               | 1+4                | 0                  | SI          | 1           | 0           | 18     | 1      |
| Totale Fiorentina | Totale Fiorentina | Totale Fiorentina | 17         | 1          |                 | 2               | 0               |                    | 9                  | 0                  |             | 1           | 0           | 29     | 1      |
| gen.-giu. 2024    | Hajduk Spalato    | HNL               | 14         | 2          | CC              | 2               | 0               | UECL               | -                  | -                  | SC          | -           | -           | 16     | 2      |
| 2024-2025         | Kasımpaşa         | SL                | 23         | 4          | TK              | 0               | 0               | -                  | -                  | -                  | -           | -           | -           | 23     | 4      |
| Totale carriera   | Totale carriera   | Totale carriera   | 227        | 33         |                 | 18              | 4               |                    | 20                 | 3                  |             | 1           | 0           | 268    | 40     |

### Cronologia presenze e reti in nazionale
| Cronologia completa delle presenze e delle reti in nazionale ― Croazia | Cronologia completa delle presenze e delle reti in nazionale ― Croazia | Cronologia completa delle presenze e delle reti in nazionale ― Croazia | Cronologia completa delle presenze e delle reti in nazionale ― Croazia | Cronologia completa delle presenze e delle reti in nazionale ― Croazia | Cronologia completa delle presenze e delle reti in nazionale ― Croazia | Cronologia completa delle presenze e delle reti in nazionale ― Croazia | Cronologia completa delle presenze e delle reti in nazionale ― Croazia |
| Data                                                                   | Città                                                                  | In casa                                                                | Risultato                                                              | Ospiti                                                                 | Competizione                                                           | Reti                                                                   | Note                                                                   |
| ---------------------------------------------------------------------- | ---------------------------------------------------------------------- | ---------------------------------------------------------------------- | ---------------------------------------------------------------------- | ---------------------------------------------------------------------- | ---------------------------------------------------------------------- | ---------------------------------------------------------------------- | ---------------------------------------------------------------------- |
| 15-11-2018                                                             | Zagabria                                                               | Croazia                                                                | 3 – 2                                                                  | Spagna                                                                 | UEFA Nations League 2018-2019 - 1º turno                               | -                                                                      | 74’                                                                    |
| 18-11-2018                                                             | Londra                                                                 | Inghilterra                                                            | 2 – 1                                                                  | Croazia                                                                | UEFA Nations League 2018-2019 - 1º turno                               | -                                                                      | 46’                                                                    |
| 21-3-2019                                                              | Zagabria                                                               | Croazia                                                                | 2 – 1                                                                  | Azerbaigian                                                            | Qual. Euro 2020                                                        | -                                                                      |                                                                        |
| 24-3-2019                                                              | Budapest                                                               | Ungheria                                                               | 2 – 1                                                                  | Croazia                                                                | Qual. Euro 2020                                                        | -                                                                      | 67’                                                                    |
| 8-6-2019                                                               | Osijek                                                                 | Croazia                                                                | 2 – 1                                                                  | Galles                                                                 | Qual. Euro 2020                                                        | -                                                                      | 28’ 67’                                                                |
| 11-6-2019                                                              | Varaždin                                                               | Croazia                                                                | 1 – 2                                                                  | Tunisia                                                                | Amichevole                                                             | -                                                                      | 68’                                                                    |
| 6-9-2019                                                               | Bratislava                                                             | Slovacchia                                                             | 0 – 4                                                                  | Croazia                                                                | Qual. Euro 2020                                                        | -                                                                      | 70’                                                                    |
| 9-9-2019                                                               | Baku                                                                   | Azerbaigian                                                            | 1 – 1                                                                  | Croazia                                                                | Qual. Euro 2020                                                        | -                                                                      | 76’                                                                    |
| 10-10-2019                                                             | Spalato                                                                | Croazia                                                                | 3 – 0                                                                  | Ungheria                                                               | Qual. Euro 2020                                                        | -                                                                      | 60’                                                                    |
| 13-10-2019                                                             | Cardiff                                                                | Galles                                                                 | 1 – 1                                                                  | Croazia                                                                | Qual. Euro 2020                                                        | -                                                                      |                                                                        |
| 16-11-2019                                                             | Fiume                                                                  | Croazia                                                                | 3 – 1                                                                  | Slovacchia                                                             | Qual. Euro 2020                                                        | -                                                                      | 54’                                                                    |
| 5-9-2020                                                               | Porto                                                                  | Portogallo                                                             | 4 – 1                                                                  | Croazia                                                                | UEFA Nations League 2020-2021 - 1º turno                               | -                                                                      | 61’                                                                    |
| 8-9-2020                                                               | Saint-Denis                                                            | Francia                                                                | 4 – 2                                                                  | Croazia                                                                | UEFA Nations League 2020-2021 - 1º turno                               | 1                                                                      | 46’                                                                    |
| 7-10-2020                                                              | San Gallo                                                              | Svizzera                                                               | 1 – 2                                                                  | Croazia                                                                | Amichevole                                                             | 1                                                                      | 75’                                                                    |
| 11-10-2020                                                             | Zagabria                                                               | Croazia                                                                | 2 – 1                                                                  | Svezia                                                                 | UEFA Nations League 2020-2021 - 1º turno                               | -                                                                      | 74’                                                                    |
| 14-10-2020                                                             | Zagabria                                                               | Croazia                                                                | 1 – 2                                                                  | Francia                                                                | UEFA Nations League 2020-2021 - 1º turno                               | -                                                                      | 46’                                                                    |
| 11-11-2020                                                             | Istanbul                                                               | Turchia                                                                | 3 – 3                                                                  | Croazia                                                                | Amichevole                                                             | 1                                                                      | 60’                                                                    |
| 14-11-2020                                                             | Solna                                                                  | Svezia                                                                 | 2 – 1                                                                  | Croazia                                                                | UEFA Nations League 2020-2021 - 1º turno                               | -                                                                      | 68’ 77’                                                                |
| 17-11-2020                                                             | Spalato                                                                | Croazia                                                                | 2 – 3                                                                  | Portogallo                                                             | UEFA Nations League 2020-2021 - 1º turno                               | -                                                                      | 64’                                                                    |
| 24-3-2021                                                              | Lubiana                                                                | Slovenia                                                               | 1 – 0                                                                  | Croazia                                                                | Qual. Mondiali 2022                                                    | -                                                                      | 64’                                                                    |
| 27-3-2021                                                              | Fiume                                                                  | Croazia                                                                | 1 – 0                                                                  | Cipro                                                                  | Qual. Mondiali 2022                                                    | -                                                                      | 66’                                                                    |
| 30-3-2021                                                              | Fiume                                                                  | Croazia                                                                | 3 – 0                                                                  | Malta                                                                  | Qual. Mondiali 2022                                                    | 1                                                                      | 54’                                                                    |
| 1-6-2021                                                               | Velika Gorica                                                          | Croazia                                                                | 1 – 1                                                                  | Armenia                                                                | Amichevole                                                             | -                                                                      | 26’                                                                    |
| 6-6-2021                                                               | Bruxelles                                                              | Belgio                                                                 | 1 – 0                                                                  | Croazia                                                                | Amichevole                                                             | -                                                                      | 70’                                                                    |
| 13-6-2021                                                              | Londra                                                                 | Inghilterra                                                            | 1 – 0                                                                  | Croazia                                                                | Euro 2020 - 1º turno                                                   | -                                                                      | 70’                                                                    |
| 18-6-2021                                                              | Glasgow                                                                | Croazia                                                                | 1 – 1                                                                  | Rep. Ceca                                                              | Euro 2020 - 1º turno                                                   | -                                                                      | 46’                                                                    |
| 28-6-2021                                                              | Copenaghen                                                             | Croazia                                                                | 3 – 5 dts                                                              | Spagna                                                                 | Euro 2020 - Ottavi di finale                                           | -                                                                      | 74’                                                                    |
| 8-10-2021                                                              | Larnaca                                                                | Cipro                                                                  | 0 – 3                                                                  | Croazia                                                                | Qual. Mondiali 2022                                                    | -                                                                      | 69’                                                                    |
| 11-10-2021                                                             | Osijek                                                                 | Croazia                                                                | 2 – 2                                                                  | Slovacchia                                                             | Qual. Mondiali 2022                                                    | -                                                                      | 60’                                                                    |
| 14-11-2021                                                             | Spalato                                                                | Croazia                                                                | 1 – 0                                                                  | Russia                                                                 | Qual. Mondiali 2022                                                    | -                                                                      | 75’                                                                    |
| 3-6-2022                                                               | Osijek                                                                 | Croazia                                                                | 0 – 3                                                                  | Austria                                                                | UEFA Nations League 2022-2023 - 1º turno                               | -                                                                      |                                                                        |
| 6-6-2022                                                               | Spalato                                                                | Croazia                                                                | 1 – 1                                                                  | Francia                                                                | UEFA Nations League 2022-2023 - 1º turno                               | -                                                                      | 63’                                                                    |
| 13-6-2022                                                              | Saint-Denis                                                            | Francia                                                                | 0 – 1                                                                  | Croazia                                                                | UEFA Nations League 2022-2023 - 1º turno                               | -                                                                      | 72’                                                                    |
| 12-10-2023                                                             | Osijek                                                                 | Croazia                                                                | 0 – 1                                                                  | Turchia                                                                | Qual. Euro 2024                                                        | -                                                                      | 62’                                                                    |
| 15-10-2023                                                             | Cardiff                                                                | Galles                                                                 | 2 – 1                                                                  | Croazia                                                                | Qual. Euro 2024                                                        | -                                                                      | 46’                                                                    |
| Totale                                                                 |                                                                        | Presenze                                                               | 35                                                                     |                                                                        | Reti                                                                   | 4                                                                      |                                                                        |

| Cronologia completa delle presenze e delle reti in nazionale ― Croazia under 21 | Cronologia completa delle presenze e delle reti in nazionale ― Croazia under 21 | Cronologia completa delle presenze e delle reti in nazionale ― Croazia under 21 | Cronologia completa delle presenze e delle reti in nazionale ― Croazia under 21 | Cronologia completa delle presenze e delle reti in nazionale ― Croazia under 21 | Cronologia completa delle presenze e delle reti in nazionale ― Croazia under 21 | Cronologia completa delle presenze e delle reti in nazionale ― Croazia under 21 | Cronologia completa delle presenze e delle reti in nazionale ― Croazia under 21 |
| Data                                                                            | Città                                                                           | In casa                                                                         | Risultato                                                                       | Ospiti                                                                          | Competizione                                                                    | Reti                                                                            | Note                                                                            |
| ------------------------------------------------------------------------------- | ------------------------------------------------------------------------------- | ------------------------------------------------------------------------------- | ------------------------------------------------------------------------------- | ------------------------------------------------------------------------------- | ------------------------------------------------------------------------------- | ------------------------------------------------------------------------------- | ------------------------------------------------------------------------------- |
| 6-9-2016                                                                        | Zestaponi                                                                       | Georgia under 21                                                                | 2 – 2                                                                           | Croazia under 21                                                                | Qual. Europeo Under-21 2017                                                     | -                                                                               | 58’                                                                             |
| 10-10-2016                                                                      | Trelleborg                                                                      | Svezia under 21                                                                 | 4 – 2                                                                           | Croazia under 21                                                                | Qual. Europeo Under-21 2017                                                     | -                                                                               | 60’                                                                             |
| 31-8-2017                                                                       | Chișinău                                                                        | Moldavia under 21                                                               | 0 – 3                                                                           | Croazia under 21                                                                | Qual. Europeo Under-21 2019                                                     | 2                                                                               |                                                                                 |
| 4-9-2017                                                                        | Hartberg                                                                        | Austria under 21                                                                | 1 – 1                                                                           | Croazia under 21                                                                | Amichevole                                                                      | -                                                                               |                                                                                 |
| 5-10-2017                                                                       | Varaždin                                                                        | Croazia under 21                                                                | 2 – 1                                                                           | Bielorussia under 21                                                            | Qual. Europeo Under-21 2019                                                     | -                                                                               |                                                                                 |
| 9-10-2017                                                                       | Varaždin                                                                        | Croazia under 21                                                                | 5 – 1                                                                           | Rep. Ceca under 21                                                              | Qual. Europeo Under-21 2019                                                     | 1                                                                               | 47’ 90+1’                                                                       |
| 8-11-2017                                                                       | Velika Gorica                                                                   | Croazia under 21                                                                | 5 – 0                                                                           | San Marino under 21                                                             | Qual. Europeo Under-21 2019                                                     | 1                                                                               |                                                                                 |
| 13-11-2017                                                                      | Salonicco                                                                       | Grecia under 21                                                                 | 1 – 1                                                                           | Croazia under 21                                                                | Qual. Europeo Under-21 2019                                                     | 1                                                                               |                                                                                 |
| 23-3-2018                                                                       | Opava                                                                           | Rep. Ceca under 21                                                              | 2 – 1                                                                           | Croazia under 21                                                                | Qual. Europeo Under-21 2019                                                     | -                                                                               |                                                                                 |
| 27-3-2018                                                                       | Velika Gorica                                                                   | Croazia under 21                                                                | 4 – 0                                                                           | Moldavia under 21                                                               | Qual. Europeo Under-21 2019                                                     | -                                                                               |                                                                                 |
| 10-9-2018                                                                       | Hrodna                                                                          | Bielorussia under 21                                                            | 0 – 4                                                                           | Croazia under 21                                                                | Qual. Europeo Under-21 2019                                                     | 1                                                                               | 89’                                                                             |
| 12-10-2018                                                                      | Pola                                                                            | Croazia under 21                                                                | 2 – 0                                                                           | Grecia under 21                                                                 | Qual. Europeo Under-21 2019                                                     | 1                                                                               | 90+5’                                                                           |
| 15-10-2018                                                                      | Serravalle                                                                      | San Marino under 21                                                             | 0 – 4                                                                           | Croazia under 21                                                                | Qual. Europeo Under-21 2019                                                     | -                                                                               |                                                                                 |
| 18-6-2019                                                                       | Serravalle                                                                      | Romania under 21                                                                | 4 – 1                                                                           | Croazia under 21                                                                | Europeo Under-21 2019 - 1º turno                                                | -                                                                               | 14’                                                                             |
| 21-6-2019                                                                       | Serravalle                                                                      | Francia under 21                                                                | 1 – 0                                                                           | Croazia under 21                                                                | Europeo Under-21 2019 - 1º turno                                                | -                                                                               | 63’                                                                             |
| 24-6-2019                                                                       | Serravalle                                                                      | Croazia under 21                                                                | 3 – 3                                                                           | Inghilterra under 21                                                            | Europeo Under-21 2019 - 1º turno                                                | 2                                                                               |                                                                                 |
| 18-11-2019                                                                      | Velika Gorica                                                                   | Croazia under 21                                                                | 1 – 2                                                                           | Rep. Ceca under 21                                                              | Qual. Europeo Under-21 2021                                                     | -                                                                               |                                                                                 |
| Totale                                                                          |                                                                                 | Presenze                                                                        | 17                                                                              |                                                                                 | Reti                                                                            | 9                                                                               |                                                                                 |

| Cronologia completa delle presenze e delle reti in nazionale ― Croazia under 19 | Cronologia completa delle presenze e delle reti in nazionale ― Croazia under 19 | Cronologia completa delle presenze e delle reti in nazionale ― Croazia under 19 | Cronologia completa delle presenze e delle reti in nazionale ― Croazia under 19 | Cronologia completa delle presenze e delle reti in nazionale ― Croazia under 19 | Cronologia completa delle presenze e delle reti in nazionale ― Croazia under 19 | Cronologia completa delle presenze e delle reti in nazionale ― Croazia under 19 | Cronologia completa delle presenze e delle reti in nazionale ― Croazia under 19 |
| Data                                                                            | Città                                                                           | In casa                                                                         | Risultato                                                                       | Ospiti                                                                          | Competizione                                                                    | Reti                                                                            | Note                                                                            |
| ------------------------------------------------------------------------------- | ------------------------------------------------------------------------------- | ------------------------------------------------------------------------------- | ------------------------------------------------------------------------------- | ------------------------------------------------------------------------------- | ------------------------------------------------------------------------------- | ------------------------------------------------------------------------------- | ------------------------------------------------------------------------------- |
| 18-9-2015                                                                       | Pola                                                                            | Croazia under 19                                                                | 3 – 1                                                                           | Montenegro under 19                                                             | Qual. Europeo Under-19 2016                                                     | -                                                                               | 58’                                                                             |
| 20-9-2015                                                                       | Parenzo                                                                         | Croazia under 19                                                                | 1 – 0                                                                           | Kazakistan under 19                                                             | Qual. Europeo Under-19 2016                                                     | 1                                                                               |                                                                                 |
| 23-9-2015                                                                       | Pola                                                                            | Ungheria under 19                                                               | 1 – 1                                                                           | Croazia under 19                                                                | Qual. Europeo Under-19 2016                                                     | -                                                                               |                                                                                 |
| 23-3-2016                                                                       | Fiume                                                                           | Croazia under 19                                                                | 1 – 0                                                                           | Bulgaria under 19                                                               | Qual. Europeo Under-19 2016                                                     | 1                                                                               |                                                                                 |
| 25-3-2016                                                                       | Fiume                                                                           | Scozia under 19                                                                 | 0 – 3                                                                           | Croazia under 19                                                                | Qual. Europeo Under-19 2016                                                     | 1                                                                               | 81’                                                                             |
| 28-3-2016                                                                       | Fiume                                                                           | Croazia under 19                                                                | 4 – 0                                                                           | Belgio under 19                                                                 | Qual. Europeo Under-19 2016                                                     | -                                                                               | 50’                                                                             |
| 15-6-2016                                                                       | Chengdu                                                                         | Giappone under 19                                                               | 5 – 0                                                                           | Croazia under 19                                                                | Amichevole                                                                      | -                                                                               | 72’                                                                             |
| 17-6-2016                                                                       | Chengdu                                                                         | Cina under 19                                                                   | 0 – 3                                                                           | Croazia under 19                                                                | Amichevole                                                                      | -                                                                               | 77’                                                                             |
| 19-6-2016                                                                       | Chengdu                                                                         | Rep. Ceca under 19                                                              | 2 – 5                                                                           | Croazia under 19                                                                | Amichevole                                                                      | -                                                                               | 58’                                                                             |
| 12-7-2016                                                                       | Ulma                                                                            | Croazia under 19                                                                | 1 – 3                                                                           | Paesi Bassi under 19                                                            | Europeo Under-19 2016                                                           | 1                                                                               |                                                                                 |
| 15-7-2016                                                                       | Aalen                                                                           | Croazia under 19                                                                | 0 – 2                                                                           | Francia under 19                                                                | Europeo Under-19 2016                                                           | -                                                                               |                                                                                 |
| 18-7-2016                                                                       | Heidenheim an der Brenz                                                         | Inghilterra under 19                                                            | 2 – 1                                                                           | Croazia under 19                                                                | Europeo Under-19 2016                                                           | -                                                                               | 38’                                                                             |
| 9-11-2016                                                                       | Podgorica                                                                       | Croazia under 19                                                                | 4 – 0                                                                           | Cipro under 19                                                                  | Qual. Europeo Under-19 2017                                                     | -                                                                               |                                                                                 |
| 11-11-2016                                                                      | Podgorica                                                                       | Croazia under 19                                                                | 5 – 0                                                                           | Fær Øer under 19                                                                | Qual. Europeo Under-19 2017                                                     | 1                                                                               | 60’                                                                             |
| 23-3-2017                                                                       | Paços de Ferreira                                                               | Croazia under 19                                                                | 1 – 2                                                                           | Portogallo under 19                                                             | Qual. Europeo Under-19 2017                                                     | -                                                                               |                                                                                 |
| 25-3-2017                                                                       | Vila do Conde                                                                   | Croazia under 19                                                                | 2 – 0                                                                           | Polonia under 19                                                                | Qual. Europeo Under-19 2017                                                     | 1                                                                               |                                                                                 |
| 28-3-2017                                                                       | Felgueiras                                                                      | Turchia under 19                                                                | 0 – 0                                                                           | Croazia under 19                                                                | Qual. Europeo Under-19 2017                                                     | -                                                                               | 89’                                                                             |
| Totale                                                                          |                                                                                 | Presenze                                                                        | 17                                                                              |                                                                                 | Reti                                                                            | 6                                                                               |                                                                                 |

## Palmarès
- Campionato croato: 1

Dinamo Zagabria: 2015-2016
- Campionato tedesco di seconda divisione: 1

Stoccarda: 2016-2017